# Dichapetalum librevillense
Dichapetalum librevillense är en tvåhjärtbladig växtart som beskrevs av Pellegrin. Dichapetalum librevillense ingår i släktet Dichapetalum och familjen Dichapetalaceae. Inga underarter finns listade i Catalogue of Life.